# Das geheime Leben der Bäume
Das geheime Leben der Bäume (em inglês The Hidden Life of Trees e em português A Vida Secreta das Árvores) é a obra best-seller de não ficção do escritor e engenheiro florestal alemão Peter Wohlleben publicado em maio de 2015. A obra foi traduzida para mais de 32 línguas e teve cerca de 3 milhões de cópias vendidas em todo o mundo, sendo um milhão de vendas apenas na Alemanha. Desse modo, Peter torna-se um escritor projetado na mídia e conhecido mundialmente.
O livro divide-se em 36 pequenos capítulos e apresenta a ideia de que as árvores possuem reações similares aos de outros seres vivos, como os animais, além de interação social dentro das florestas. Com isso, a obra possui o objetivo de mostrar ao público que as árvores são mais do que seres estáticos e autômatos disponíveis para o uso dos seres humanos.
Em janeiro de 2020 foi lançado um documentário homônimo sobre a obra.

## Resumo
Para apresentar a "vida secreta" das árvores, Peter utiliza-se de recursos antropomórficos de linguagem, exemplos reais, referências científicas e outras observações cotidianas na floresta na cidade de Hümmel, onde realiza seus estudos.
Logo nos primeiros capítulos, a obra descreve a capacidade de ligação e interação entre diferentes árvores por meio de suas raízes, formando uma espécie de superorganismo dentro da floresta. A partir desta interação, uma árvore poderia nutrir outra próxima, por meio de um fluxo de seiva pelas raízes, e até mesmo "comunicar" para outras que alguma ameaça estava próxima, como ataques de insetos, fungos e bactérias parasitas e também a baixa disponibilidade de água no solo. Segundo o autor, esta distribuição energética entre as árvores é facilitada por uma rede de fungos subterrânea ligadas às suas raízes. Dessa forma, o crescimento e produção energética entre as árvores próximas é razoavelmente equilibrado devido a essa transmissão de recursos entre elas. Além disso, as espécimes novas, ao brotarem perto de suas progenitoras, recebem também os nutrientes da árvore materna, o que é favorável ao seu crescimento mesmo em regiões de sombra predominante.
Outro ponto explorado pelo autor é uma possível característica decisória destes seres vivos, por exemplo ao alterar a direção do crescimento das raízes quando estas encontram uma região pouco propícia, como solo extremamente rochoso, úmido ou contendo substâncias tóxicas. Ou também, quando as árvores da espécie Acacia tortilis, presentes nas savana africanas, bombeiam toxinas para as folhas quando estas são devoradas pelas girafas, na tentativa de afastá-las e alertar as árvores vizinhas de que estão sob ataque de herbívoros.
Estas situações são utilizadas por Peter para questionar se de fato os vegetais são realmente tão distintos dos seres animais. Segundo ele, embora as árvores tenham tempos de resposta e de comportamento bem mais lentos que os animais, ainda assim seus comportamentos possuem similaridade com algumas características de aprendizagem, decisão e memória. 

## Recepção
Após ter sido lançado, A Vida Secreta das Árvores rapidamente atingiu as listas de best-sellers em certos países. Na Alemanha, permaneceu por mais de dois anos na lista de livros mais vendidos, enquanto que nos Estados Unidos atingiu em apenas um mês a lista de best-sellers dos jornais americanos The New York Times e The Washington Post.
De forma geral, o livro foi bem recebido pelo público. A revista norte-americana The Baffler em artigo de opinião afirma que a obra é divertida de se ler e possui metáforas de "tirar o fôlego", explicando o motivo de ter sido uma "popular porta de entrada para o mundo das árvores". Já o apresentador de um famoso talk show alemão, Markus Lanz, afirmou que após ler o livro passou a enxergar a floresta de um jeito diferente, sempre lembrando da obra ao caminhar por um bosque. A mesma impressão é descrita pela escritora e historiadora alemã-britânica Andrea Wulf pelo jornal americano The Washington Post, que complementa dizendo que o livro é elucidativo e apresenta uma demonstração de afeto cativante do autor em relação à natureza. Ela admite, por outro lado, um estranhamento para certas denominações humanas utilizadas para reações das árvores descritas no livro. No entanto, afirma que Peter faz isso de forma efetiva, já que utiliza-se de referências científicas e faz uso de uma linguagem simples e agradável.
Parte da comunidade científica, por outro lado, recebeu a obra com ressalvas de forma geral. Um dos maiores críticos do livro de Peter, o biólogo Torben Halbe, aponta em entrevista ao jornal alemão Der Spiegel que a obra consegue entreter o público mas não transmite conhecimento. Na mesma linha de pensamento, o escritor e paleontólogo britânico Richard Fortey escreveu à revista Nature dizendo que as características de antropomorfismo e atribuições de sentimentos direcionadas as árvores apresentadas no livro não são necessárias, pois elas já são interessantes por si mesmas. Segundo o doutor em agronomia brasileiro Nilson Jaime, é discutível o caráter científico de certas informações apresentadas pela obra. Para Nilson, os fenômenos informados por Peter são verdadeiros, porém as causas atribuídas por ele para estes acontecimentos foram tidas como reações voluntárias das árvores, o que não é comprovado cientificamente. O doutor prossegue afirmando que entende a ideia de "antropomorfização" das árvores como uma tentativa de Peter de sensibilizar o público para a função vital que estes seres tem no planeta.